# Tidsekvationen

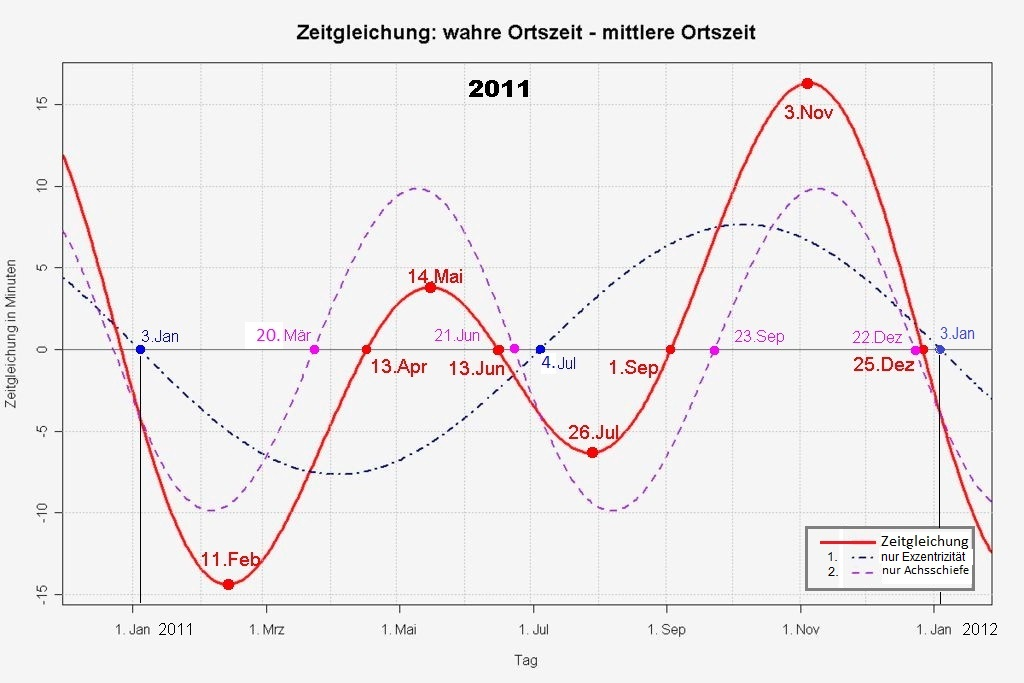
Tidsekvationen (röd heldragen linje) är den kombinerade effekten (se avsnittet "Huvudkomponenterna" under Beräkning) av helårskomponenten (mörkblå "⋅ - ⋅ - ⋅") och halvårskomponenten (violett "- - - -").

Tidsekvationen anger skillnaden mellan sann soltid och medelsoltid. Den sanna soltiden är den tid som ett korrekt inställt solur (teoretiskt sett - solur ger inte särskilt exakta avläsningar) visar och som bestäms av solens läge på himlen, medan medelsoltiden motsvarar en klocka som tickar på med precis 24 timmar per dygn. Skillnaden uppstår på grund av att solens timvinkelhastighet (rektascensionsskillnad per tidsenhet) i förhållande till himmelssfären varierar under året. Tidsekvationen består huvudsakligen av två komponenter.
- En sinusliknande funktion med en period på ett "halvt år"[1] och en amplitud på cirka +/- 10 minuter som beror på ekliptikans lutning mot ekvatorialplanet (23,44°).
- En sinusliknande funktion med en period på ett år (och tjugofem minuter) och en amplitud på cirka +/- 7,5 minuter som beror på jordbanans excentricitet (0,0167).

Detta ger en funktion med två maxima (ett kring den 3 november på upp till +16'33" och ett kring den 14 maj på upp till +3'40"), två minima (ett kring den 11 februari på som mest -14'14" och ett kring den 26 juli på som mest -6'32") och fyra nollställen (kring 13 april, 13 juni, 1 september och 25 december). Maxima/minima/nollpunkternas infallande varierar något beroende på att kalenderåret är antingen 365 eller 366 dagar, medan det tropiska året är 365,2422 dagar (och såklart med i vilken tidszon den aktuella orten ligger - vilket ju slår på ett drygt dygn sett över hela jorden).
Tidsekvationen är analemmats öst-västliga ("horisontella") komponent.

## Huvudkomponenter
Hel- och halvårskomponenterna beror på variationer i solens timvinkelhastighet (uttryckt i skillnad i rektascension per tidsenhet). Hastigheten är derivatan av tidsekvationens komponenter. När hastigheten är som högst eller lägst är komponentens kurva sålunda brantast, medan då solens hastighet i ekliptikan är densamma som dess hastighet i rektascension och skillnaden mellan dem är noll har komponeten ett maximum eller minimum (sedan vänder det ju på andra hållet). När hastigheten är som högst (kring den 23 december) är soldygnet upp till 29,9 sekunder längre än 24 timmar och som lägst (kring den 17 september) är soldygnet upp till 21,4 sekunder kortare (tidsekvationens derivata når här sina högsta respektive lägsta värden och kurvan är här som brantast i vardera riktningen).

### Helårskomponenten
Denna komponent uppkommer genom att jordens vinkelhastighet i sin bana runt solen varierar på grund av att jordbanan är elliptisk (Keplers andra lag). Vid perihelion har jorden störst vinkelhastighet sett från solen, och vid aphelion som lägst. Motsvarande blir då solens vinkelhastighet sett från jorden i förhållande till himmelssfären som högst vid perihelion och som lägst vid aphelion.

### Halvårskomponeten
Vid dagjämningspunkterna motsvarar en grad i ekliptikan mindre än en grad i rektascension eftersom ekliptikan skär himmelsekvatorn i en vinkel på 23,44° (en "ekliptisk grad" motsvarar alltså cos(23,44°)=0,924 grader i rektascension). Vid solstånden är ekliptikan parallell med himmelsekvatorn, men på 23,44 graders höjd är avståndet mellan meridianerna kortare än vid ekvatorn (en "eklipisk grad" motsvarar här 1/cos(23,44°)=1,082 grader i rektascension). Solens timvinkelhastighet blir alltså som högst vid solstånden, och som lägst vid dagjämningspunkterna.

### Variation
Tidsekvationens form förändras långsamt med tiden, speciellt eftersom helårskomponenten förskjuts 360° i förhållande till halvårskomponenten på 21 700 år på grund av periheliets precession, vilket motsvarar ungefär 25 minuters skillnad på ett år (och sådär ett dygns skillnad på 58 år). Även excentriciten varierar med en period på 95 000 år, vilket påverkar helårskomponentens amplitud. Halvårskomponentens amplitud varierar med ekliptikans oblikvitet (vinkeln mellan jordens ekvatorsplan och ekliptikan), som varierar mellan 22°2' och 24°30' med en period på 41 000 år. Därtill kommer att den gregorianska kalendern (vilken vi använder idag) förskjuts med tre dygn i förhållande till vårdagjämningspunkten på 10 000 år.

## Övriga komponenter
Utöver de två huvudkomponenterna finns ett antal fenomen som högst marginellt inverkar på tidsekvationen, som:
- Månen: Egentligen är det inte jorden som följer Keplers andra lag utan systemet jorden-månens gemensamma tyngdpunkt. Denna ligger som mest (vid apogeum) 4 926 km från jordens medelpunkt, så jordens läge i sin bana kan alltså variera med +/-4 926 km på grund härav[5]. Detta korta bansegment motsvarar dock så liten vinkel att det bara tar jorden knappt en halv sekund att rotera så mycket kring sin egen axel[6] - men det finns en variation med amplituden en halv sekund och perioden en synodisk månad.
- Planeterna: Jorden (med månen) roterar egentligen inte kring solen, utan kring solystemets gemensamma tyngdpunkt, vilken skiljer sig något från solens mittpunkt och solen cirklar också kring denna! Detta gör att solens läge på himmelssfären påverkas av planeternas läge. Av planeterna ligger Merkurius, Venus och Mars alldeles för nära solen och är alldeles för små för att spela mätbar roll. Endast Jupiter, Saturnus och Uranus har en effekt som överstiger 0,01 grad (2,4 sekunder i tid).[7]
- Nutationen: Denna innebär att vinkeln mellan ekliptikan och himmelsekvatorn varierar med 0,003° med en period på 18,6 år, vilket ger en obetydlig effekt på halvårskomponentens amplitud (mindre än en hundradels sekund).
- Läge på jorden: På grund av jordens rotation kring sin egen axel kommer punkter på jordytan (polerna undantagna) att variera i ekliptisk heliocentrisk longitud under dygnet relativt jordens medelpunkt. Störst är avvikelsen vid soluppgång och solnedgång. Obeservatören kan då befinna sig upp till en ekvatorsradie före eller efter jordens medelpunkt i sin bana. En ekvatorsradie (6378 km) motsvarar 8,8 bågsekunder, vilket tar sådär 0,6 sekunder för jorden att rotera runt sin egen axel. Detta ger en variation med upp till +/- 0,6 sekunder beroende på latitud med perioden ett (sol)dygn. Därtill kommer att jordaxeln lutar med 23,44° mot ekliptikalplanet, vilket gör att polerna befinner sig före respektive efter jordens medelpunkt utom vid solstånden - som mest vid de båda dagjämningarna. Detta ger en effekt med en period på ett år (och 25 minuter) på upp till 0,23 sekunder (som mest vid polerna, där dygnsvariationen är noll). Den sammanlagda effekten kan dock inte överstiga dygnseffekten vid ekvatorn vid solstånden eftersom jordradien är störst vid ekvatorn.

## Historik
Att ekliptikans lutning inverkar på solens timvinkel var känt redan under antiken.
Före Christiaan Huygens utveckling av pendeluret och balanshjulet på 1600-talet hade de mekaniska uren alldeles för dålig precision för att tidsekvationen skulle spela någon roll (effekterna var dock redan kända i slutet av 1500-talet, vilket visas av mekaniska himmelsglober/armillarsfärer tillverkade av Jost Bürgi med kompensation för tidsekvationens effekter). Man använde sig av lokal soltid och det var först med utvecklingen av mera exakta mekaniska ur (som ju var oberoende av solsken) som medelsoltid började användas (först lokal medelsoltid och, med järnvägarnas och telegrafens utveckling, nationell medelsoltid vid en tidsmeridian - vanligen huvudstadens). Det var också Huygens som publicerade den första tabellen över tidsekvationen i Kort Onderwys aengaende het gebruyck der Horologien tot het vinden der Lenghten van Oost en West 1665. Huygens beräkningar slår fel på +/- 1 minut och 10 sekunder, vilket delvis beror på att han använt ett felaktigt datum för jordbanans perihelium.
Efter Huygens publicerades mera korrekta beräkningar av John Flamsteed baserade på dennes noggranna mätningar av solparallaxen i De inaequalitate dierum solarium dissertatio astronomica 1672 och De Temporis Aequatione Diatriba 1673. Efter Flamsteed har huvudkomponenternas inverkan endast påverkats av förfinade astronomiska mätningar och kunskapen om långtidsvariatonerna.
Effekterna på tidsekvationen av månen, Jupiter och Venus, samt av precession och nutation, utvecklades av Nevil Maskelyne i On the Equation of Time and the True Manner of Computing it 1764.

## Beräkning
Beräkning av tidsekvationen görs i tre steg:
1. Beräkna solens sanna longitud i ekliptiska geocentriska polära koordinater.
2. Beräkna härur solens sanna longitud i ekvatoriella geocentriska polära koordinagter.
3. Beräkna timvinkelskillnaden mellan medelsolens och den sanna solens ekvatoriella longitud.

### Banelement och medellongitud
De mindre kortperiodiska störningar som orsakas av månen och planeterna är väldigt komplicerade att beräkna och beaktas ej nedan (ej heller effekter på grund av nutation och topocentriskt läge). För beräkningar med en noggrannhet på tre sekunder, med nämnda reservationer, inom perioden 1000 f.Kr till 5000 e.Kr. år kan nedanstående värden användas.
- Jordbanans excentricitet, {\displaystyle e}

{\displaystyle e=1,6709\cdot 10^{-2}-4.193\cdot 10^{-5}\left({\frac {t}{36\,525}}\right)-1.26\cdot 10^{-7}\left({\frac {t}{36\,525}}\right)^{2}}
- Oblikviteten, {\displaystyle \varepsilon }

{\displaystyle \varepsilon =23,4393-0,013\left({\frac {t}{36\,525}}\right)-2\cdot 10^{-7}\left({\frac {t}{36\,525}}\right)^{2}+5\cdot 10^{-7}\left({\frac {t}{36\,525}}\right)^{3}{\mbox{ grader}}}
- Periheliets longitud (argument), {\displaystyle \varpi }

{\displaystyle \varpi =282,93807+1,7195\left({\frac {t}{36\,525}}\right)+3,025\cdot 10^{-4}\left({\frac {t}{36\,525}}\right)^{2}{\mbox{ grader}}}
- Medellongitud, {\displaystyle L}[18]

{\displaystyle L=280,46607+36\,000,76908\left({\frac {t}{36\,525}}\right)+3,025\cdot 10^{-4}\left({\frac {t}{36\,525}}\right)^{2}{\mbox{ grader}}}
- Medelanomali, {\displaystyle M=L-\varpi }

{\displaystyle M=357,528+35\,999,0503\left({\frac {t}{36\,525}}\right){\mbox{ grader}}}
där {\displaystyle t} är antalet dygn sedan den 1 januari 2000 klockan 12:00 UT, det vill säga (JD = julianskt dagnummer):
{\displaystyle t=JD-UT/24-2\,451\,545,0}

### Steg 1 - solens sanna longitud iekliptiska koordinater
Den sanna anomalin (vinkeln mellan perihelion och jordens sanna läge sett från solen), {\displaystyle \nu }, kan beräknas ur jordbanans excentricitet, {\displaystyle e}, och medelanomalin (vinkeln mellan perihelion och medeljordens läge), {\displaystyle M}, med hjälp av medelpunktsekvationen:
{\displaystyle \nu =M+{\frac {180}{\pi }}\left[\left(2e-{\frac {e^{3}}{4}}\right)\sin M+{\frac {5}{4}}e^{2}\sin(2M)+{\frac {13}{12}}e^{3}\sin(3M)+\dots \right]{\mbox{ grader}}}
Den ekliptiska heliocentriska longituden för jorden, {\displaystyle \lambda }, beräknas ur medellongituden, {\displaystyle L}, genom att lägga till skillnaden mellan den sanna anomalin och medelanomalin:
{\displaystyle \lambda =L+\nu -M}
Den geocentriska ekliptiska longituden för solen är densamma som den heliocentriska ekliptiska longituden för jorden och vi har sålunda även räknat ut den sanna solens geocentriska ekliptiska longitud.

### Steg 2 - solens sanna longitud iekvatoriella koordinater

Figur 1 visar en del av himmelssfären (med ekliptikan blå och ekvatorn röd). O är jordens medelpunkt, A vårdagjämningspunkten, B solen, C solens fotpunkt på OA och D solens fotpunkt på ekvatorsplanet. Vi har alltså:

Ekliptisk longitud {\displaystyle \lambda } omvandlas vanligtvis till ekvatoriell longitud {\displaystyle \alpha } via kartesiska koordinater (se artikeln Ekliptiska koordinater) men eftersom solen ligger i ekliptikan gör man det direkt genom:
{\displaystyle \alpha =\arctan(\tan \lambda \cdot \cos \varepsilon )+n\cdot 180^{\circ }}
Notera att vi får två lösningar för {\displaystyle \alpha } inom 360° och att rätt värde måste väljas (detta är dock inte svårt eftersom det är det som ligger närmast {\displaystyle \lambda }).
Härledning
Ur figur 1 får vi:
Eftersom {\displaystyle \angle OCB} är rät är {\displaystyle |{\overline {CB}}|=|{\overline {OB}}|\cdot \sin \lambda } och {\displaystyle |{\overline {OC}}|=|{\overline {OB}}|\cdot \cos \lambda }
Eftersom {\displaystyle \angle CDB} är rät är {\displaystyle |{\overline {CD}}|=|{\overline {CB}}|\cdot \cos \varepsilon =|{\overline {OB}}|\cdot \sin \lambda \cdot \cos \varepsilon }
Eftersom {\displaystyle \angle OCD} är rät är {\displaystyle \tan \alpha ={\frac {|{\overline {CD}}|}{|{\overline {OC}}|}}={\frac {|{\overline {OB}}|\cdot \sin \lambda \cdot \cos \varepsilon }{|{\overline {OB}}|\cdot \cos \lambda }}=\tan \lambda \cdot \cos \varepsilon }
Sålunda är {\displaystyle \alpha =\arctan(\tan \lambda \cdot \cos \varepsilon )+n\cdot 180^{\circ }}

### Steg 3 - skillnaden mellan solens medellongitud och sanna longitud
Solens medellongitud i ekvatoriella koordinater (och även i ekliptiska sådana!) är lika med {\displaystyle L}, så skillnaden i grader mellan medellongituden och den sanna longituden är helt enkelt {\displaystyle L-\alpha }, och, då jorden roterar kring sin egen axel med vinkelhastigheten en grad på fyra minuter (24h/360° = 4 min/grad), får vi tidsekvationen genom:
{\displaystyle TE=4\left(L-\alpha \right){\mbox{ minuter}}}

### Solens deklination
Även om solens deklination, {\displaystyle \delta }, inte är en del av tidsekvationen, så utgör den den vertikala komponenten i jordens analemma (tidsekvationen är den horisontella) och bestämmer tillsammans med rektascensionen (som enkelt fås ur longituden {\displaystyle \alpha }) solens läge på himmelssfären. Så, eftersom deklinationen enkelt erhålls ur beräkningarna ovan, noteras i förbigående att:
{\displaystyle \delta =\arcsin \left(\sin \lambda \cdot \sin \varepsilon \right)}
Härledning
Ur figur 1 får vi:
Eftersom {\displaystyle \angle OCB} är rät är {\displaystyle |{\overline {CB}}|=|{\overline {OB}}|\cdot \sin \lambda }
Eftersom {\displaystyle \angle CDB} är rät är {\displaystyle |{\overline {BD}}|=|{\overline {CB}}|\cdot \sin \varepsilon =|{\overline {OB}}|\cdot \sin \lambda \cdot \sin \varepsilon }
Eftersom {\displaystyle \angle ODB} är rät är {\displaystyle \sin \delta ={\frac {|{\overline {BD}}|}{|{\overline {OB}}|}}=\sin \lambda \cdot \sin \varepsilon }
Sålunda är {\displaystyle \delta =\arcsin \left(\sin \lambda \cdot \sin \varepsilon \right)}

### "Huvudkomponenterna"
Den variation som uppkommer på grund av ekliptikans oblikvitet mot ekvatorsplanet är inte oberoende av variationen som beror av jordbanans excentricitet (och vice versa). Ovan beräknade vi först effekten av excentriciteten (steg 1) och därefter tillämpade vi effekten av ekliptikans oblikvitet på detta resultat (steg 2) (vi kunde ha gjort tvärt om, men då hade vi inte kunnat utnyttja medelpunktsekvationen). Det är alltså inte så att man kan beräkna excentricitetens inverkan på en cirkulär bana i ekliptikalplanet, oblikvitetens inverkan på en cirkulär bana i ekliptikalplanet, därefter addera dessa båda och få tidsekvationen som resultat. Det finns därför inte heller entydiga formler för "helårseffekten" respektive "halvårseffekten". Vid beräkningarna ovan fick vi först en "helårseffekt" på grund av excentriciteten:
{\displaystyle TE_{\varepsilon =0}=L-\lambda {\mbox{ grader}}}
och därefter applicerade vi oblikvitetens "halvårseffekt" på denna elliptiska bana:
{\displaystyle TE_{\varepsilon }=\lambda -\alpha {\mbox{ grader}}}
så att
{\displaystyle TE=L-\alpha =(L-\lambda )+(\lambda -\alpha )=TE_{\varepsilon =0}+TE_{\varepsilon }{\mbox{ grader}}}
Men hade vi gjort beräkningarna i omvänd ordning hade vi alltså fått två något annorlunda funktioner för hel- respektive halvårsvariationen:
{\displaystyle TE_{e=0}=L-\lambda _{2}{\mbox{ grader}}} (halvårseffekt)
{\displaystyle TE_{e}=\lambda _{2}-\alpha {\mbox{ grader}}} (helårseffekt)
där
{\displaystyle \lambda _{2}=\arctan \left(\tan L\cdot \cos \varepsilon \right)+n\cdot 180^{\circ }}
och med 
{\displaystyle TE=L-\alpha =(L-\lambda _{2})+(\lambda _{2}-\alpha )=TE_{e=0}+TE_{e}{\mbox{ grader}}}
I tidsekvationsdiagrammet för 2011 ovan visas {\displaystyle TE_{\varepsilon =0}} som helårskomponent (det vill säga endast excentricitetens inverkan på en cirkulär bana) och {\displaystyle TE_{e=0}} (endast oblikvitetens inverkan på en cirkulär bana) som halvårskomponent, men deras summa är inte lika med tidsekvationen.